# 面谷佐知
面谷佐知（おもたに さち）は、1990年代前半に大阪を活動拠点としていた女性タレント。オフィスキイワードに所属していた。

## プロフィール
- 「NTTコミュニケーションレディ」準グランプリを受賞。
- ルックス・スタイル共に関西では際立つ存在であった。
- タレントとしてのトーク面では上品さを感じさせたが、「饒舌さ」や「弾ける」といったような関西のテレビラジオで注目されるために必要な個性面では今一歩の感が否めなかった。
- 現在はオフィスキイワードのホームページからも掲載が削除されており、活動休止しているものと思われる。

## 主な出演番組
- おはよう朝日です